# Agora

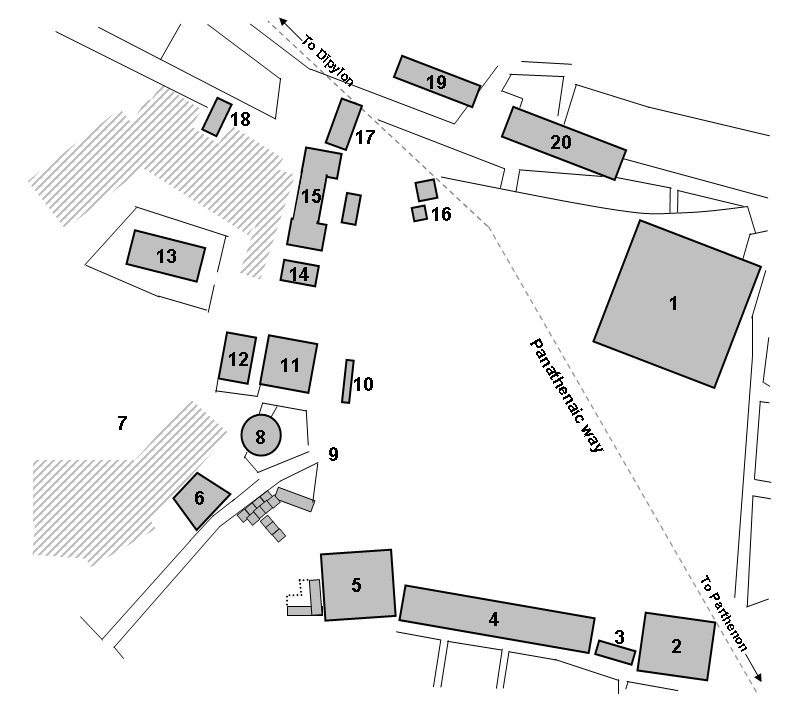
Az athéni agora

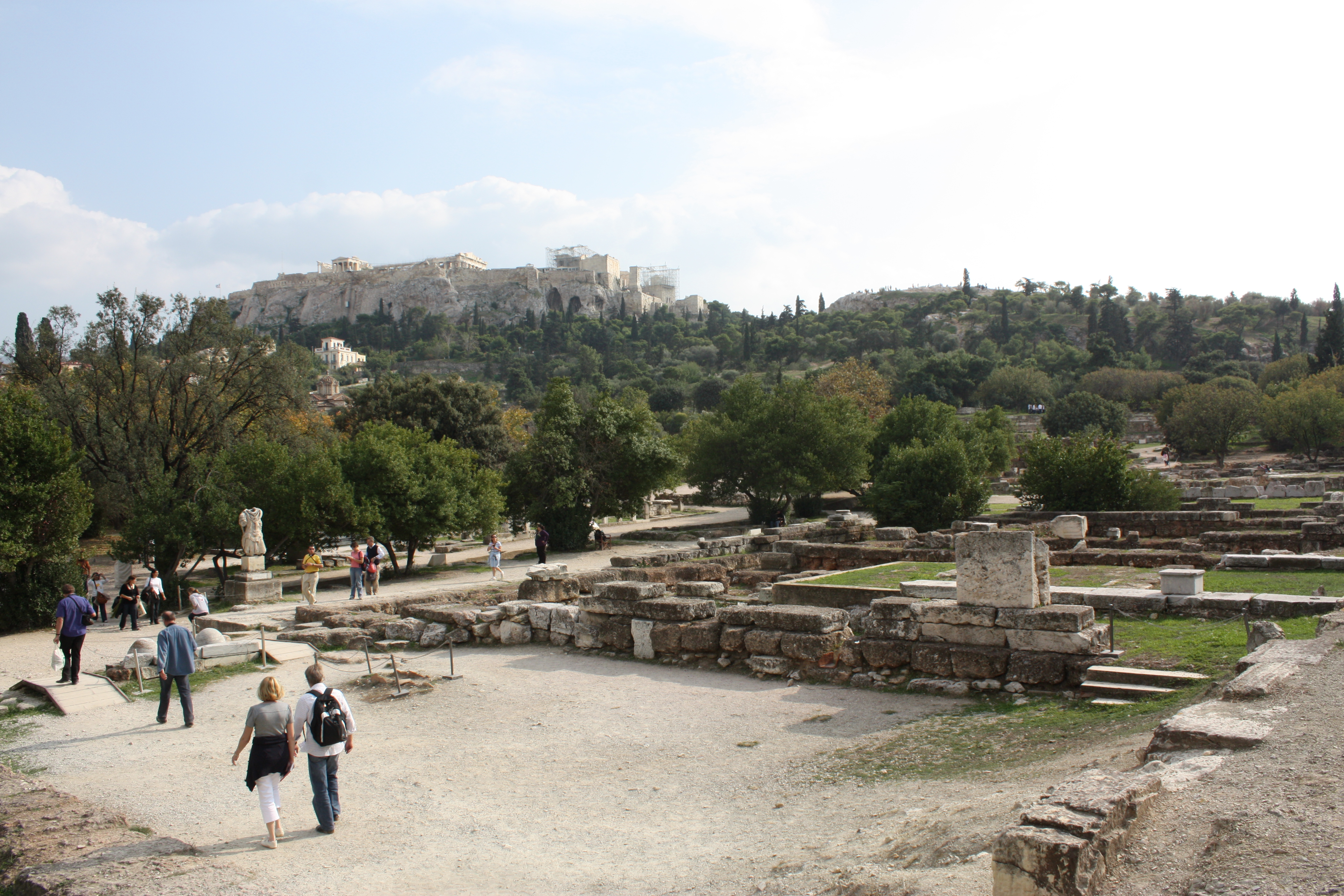
Az ókori Agora romjai Athénban

Az agora az ókori Görögországban piactér és szentélykörzet volt, a görög városok központi tere. Megszentelt terület, így a bűnösök nem léphettek be oda. A legkorábbi kiépített agorát Kréta szigetén, Dréroszban találták. Az agora egy elkerített részére kihelyezett urnákba tették a cserépdarabokat a cserépszavazáskor is.
Athénban az agora i. e. 600-tól a város politikai életének központja. Itt ítélték el és az itteni börtönben végezték ki Szókratészt. A színházaknak, iskoláknak és az oszlopcsarnokok üzleteinek köszönhetően az Agora volt a város társadalmi és kereskedelmi központja is, s az Athénban használatos ezüst érméket az itt lévő pénzverdében verték. A Klasszikus Tanulmányok Amerikai Iskolájának ásatásai során az ókori agora számos épülete került napvilágra.
Az agora római megfelelője a fórum.